# Frankie Yale
Francesco Ioele, známý jako Frankie Yale (1893, Kalábrie, Itálie – 1. července 1928, New York), byl gangster, který kontroloval brooklynské podsvětí na začátku 20. století. Začala u něj také kriminální kariéra Al Capona.

## Mládí
Narodil se jako Francesco Ioele roku 1893 na jihu Itálie, v Kalábrii. Jeho rodina se přestěhovala do New Yorku, když byl ještě dítě. V Americe si změnil jméno na Frankie Yale a stal se členem pouličního gangu.

## Five Points Gang
Chudinská čtvrť v New Yorku, kde se spojovalo pět ulic (Mulberry, Anthony, Cross, Orange a Little Water) se nazývala The Five Points. Žili tam převážně imigranti. Už v polovině devatenáctého století platilo, že tam bylo pro obyčejné lidi nebezpečné chodit. V tomto místě vznikl gang, který se nazýval Five Points Gang a z něhož vzešlo mnoho budoucích mafiánů (např. Lucky Luciano).
Do tohoto gangu přivedl mladého Frankieho Johnny Torrio. Když se později Torrio přestěhoval do Chicaga, převzal Frankie Yale všechny jeho záležitosti v Brooklynu.
Yale měl nejdřív na kontě různé krádeže a vydírání, pak např. kontroloval prodej zmrzliny v New Yorku, protože tenkrát byla elektrická chladicí zařízení vzácná a zmrzlina byla žádané zboží. Nabízel také ochranu místním obchodníkům, za což vyžadoval obrovské sumy peněz, které mu lidé museli pod výhrůžkami platit. Vyráběl také doutníky špatné kvality, které si však obchodníci netroufli odmítnout. Frankie Yale byl známý pro svou brutalitu.
V roce 1917 si Yale otevřel v Brooklynu bar Harvard Inn. Al Capona tam tehdy zaměstnal jako barmana a vyhazovače.
Má se za to, že v tomto baru Al Capone spáchal svou první vraždu. Mělo se to stát u zadního vchodu baru poté, co se nedohodl s jedním hostem, který požadoval výhru díky falešné hře.
V Harvad Inn také Al Capone přišel ke svým jizvám na levé tváři.
V roce 1918 už Frankie Yale dominoval italskému organizovanému zločinu v Brooklynu.

## Konkurence
Yalovi nepřátelé byli členové irského gangu White Hand Gang, který vedl Denny Meehan.
Frankie chtěl rozšířit své teritorium, ale dostal se do konfliktu právě s těmito Iry, kteří kontrolovali mimo jiné newyorské doky. Konflikt mezi Italy a Iry pak trval několik let.
V roce 1919 poslal Yale Al Capona do Chicaga za Torriem poté, co Al Capone vážně zranil jednoho člena tohoto gangu.
31. března 1920 byl zabit Denny Meehan a jeho funkci převzal Bill Lovett. Po smrti Lovetta (31. října 1923) vedl gang Richard Lonergan a válka mezi oběma gangy pokračovala.
Frankie Yale mezitím vykonal několik prací pro Torria. 11. května 1920 zabil v Chicagu na jeho příkaz mafiánského bosse Jima Colosima. 10. listopadu 1924 na příkaz Torria odstranil dalšího chicagského gangstera, Diona O'Baniona. Yale se pro tyto služby hodil, protože byl v Chicagu celkem neznámý. Police však Yala po obou vraždách přesto vyslýchala, ale vždy ho propustila pro nedostatek důkazů.
26. prosince 1925 byl zabit Lonergan a konkurenční gang se pomalu rozpustil. Tuto práci provedl Al Capone.

## Neshody s Al Caponem
V roce 1927 začaly neshody mezi Yalem a Caponem, když Yale odmítl podpořit Al Caponova přítele Antonia Lombarda.
Al Capone také pověřil Frankie Yala dohledem nad transportem alkoholu, který byl převážen z New Yorku do Chicaga. Náklady lihovin bývaly ale často přepadávány a Al Capone začal podezírat Yala.
Al Caponův přítel James DeAmato, kterého Al Capone vyslal jako špióna, mu potvrdil, že za tím skutečně stojí Frankie Yale. Několik dní na to, 7. července 1927, byl DeAmato zabit. Mezi oběma muži vzniklo nepřátelství.

## Smrt
1. července 1928 jel Frankie Yale autem domů, údajně kvůli telefonátu, že se děje něco s jeho ženou. Na silnici ho začalo sledovat auto, v němž seděli Al Caponovi muži. Frankie Yale byl tehdy zastřelen.
Následoval honosný pohřeb, na který se sjelo mnoho lidí z podsvětí. Chyběl však Johnny Torrio, nechtěl na sebe příliš upozorňovat.
Členové Yalova gangu se pak postupně začlenili do mafiánských klanů, většinou do klanu Colombo.